# Pedro de Urrea
Pedro de Urrea (? - Huesca, 30 de abril de 1336), eclesiástico español. 

## Biografía
Era hijo de Jimeno de Urrea IV, señor de Biota y el Bayo y nieto a su vez por rama materna de Pedro Cornel III, perteneciendo así a la rama aragonesa de los Ximénez de Urrea.
Era canónigo de la catedral de Toledo cuando accedió al episcopado de Gerona el 10 de mayo de 1325, contra el parecer de Jaime II, por elección de Juan XXII y el mismo autorizó la permuta con el entonces obispo de Huesca-Jaca, Gastón de Montcada por su obispado el 3 de diciembre de 1328. El nuevo prelado no se presentó en su obispado hasta mayo del 1330, jurando los estatutos en la catedral el 5 de mayo del mismo año. 
Después de la permuta las relaciones no fueron amistosas entre ambos, ya que siendo ya obispo de Gerona, Gastón dirigía una carta al deán y al cabildo de Huesca acusando al obispo Pedro de Urrea de retener en esa iglesia derechos y pagos que le correspondían por valor de dos mil libras barcelonesas y les notificaba que por deudas contraídas con Pedro de Vilanova había dictado una excomunión contra el obispo, quien apelo ante el papa en agosto de 1331.
Falleció entre el 18 de diciembre de 1336 y febrero de 1337 siendo sepultado en el presbiterio de la catedral de Huesca.